# Horacio Benavides
Horacio Benavides Zúñiga (Bolívar, 1949) es un pintor, docente y poeta de literatura infantil colombiano.

## Biografía
Nació en Bolívar, Cauca desde su niñez se radica a Cali. Estudió pintura en el Instituto Departamental de Bellas Artes de Cali y pintó algunos recuadros. Se incursiona en la docencia de educación primaria y secundaria en colegios.
Su trayectoria como escritor empezó en hacer cuentos infantiles y dirige el Taller de Literatura con niños Viento Sur, es cofundador la revista de Poesía Deriva y coordina la Ruta de la Literatura, un proyecto de talleres de Literatura de la Gerencia Cultural y la Secretaría de Educación del Valle.

## Obras
- Orígenes (1979)
- Las cosas perdidas (1986)
- Agua de la orilla (1989)
- Sombra del agua (1994)
- La aldea desvelada  (1998)
- Sin razón florecer (2001)
- Agua pasó por aquí (2004)
- En la carpa de un circo (2009)
- La serena hierba:antología (2011)
- Por sombra la luz (2021)